# Iúlovo
Iúlovo (en rus: Юлово) és un poble de l'óblast d'Uliànovsk, a Rússia, el 2004 tenia 639 habitants. Pertany al districte d'Inza.